# Смъртта на Артур
Смъртта на Артур (на среднофренски Le Morte d'Arthur, в първото издание: Le Morte Darthur) е сборникът на сър Томас Малъри на френски и английски артурови романси. Книгата съдържа оригинални произведения на Малъри (историята за сър Гарет) и преразказва по-старите истории в светлината на възгледите и интерпретациите на Малъри. За първи път публикувана през 1485 г. от Уилям Какстън. Тя се оказва популярна и е препубликувана през 1498 и 1529 г. от Уинкин де Уърд, който наследява печатницата на Какстън. Смъртта на Артур е най-известната творба на английски език за артуровата легенда. Много съвременни артурови писатели са използвали Малъри като свой основен източник.
Малъри вероятно започва Смъртта на Артур докато е в затвора през 50-те години на 15 век и я завършва през през 70-те години. Първоначално възнамерявал Le Morte Darthur да бъде заглавието само на последната книга от цикъла; той назовава цялата творба: The hoole booke of kyng Arthur & of his noble knyghtes of the rounde table; Какстън може да е разбрал погрешно намеренията на автора при именуването на творбата. Какстън разделя творбата на 21 книги, съдържащи 507 глави. Първоначално Малъри разделя творбата си в осем основни истории:
1. Раждането и издигането на Артур: „От сватбата на крал Утер Пендрагон до крал Артур, който царува след него и извърши много битки“
2. Войната на крал Артур срещу римляните: „Благородната история между крал Артур и Луций, императорът на Рим“
3. Книгата на Ланселот: „Благородната история за сър Ланселот от Езерото“
4. Книгата за Гарет (брат на Гауейн): „Историята на сър Гарет от Оркни“
5. Тристан и Изолда: „Първата и втората книга за сър Тристрам де Лион"
6. Търсенето на Свещения граал: „Благородната история на Сангреала“
7. Любовната история между Ланселот и Гуиневир: „Сър Ланселот и кралица Гуиневир"
8. Разпадането на Рицарите на Кръглата маса и смъртта на Артур: „Смъртта на Артур“

Повечето от събитията се случват в Британия и Франция във втората половина на 5 век. В някои части действието се развива и по-надалеч – до Рим и Сарас (мистичен остров; близо до Вавилон) и припомня библейски истории от древния Близък изток.